# Вільгельм II (герцог Афінський)
Вільгельм II (італ. Guglielmo di Atene; 1312 — 22 серпня 1338) — 9-й герцог Афінський в 1317—1338 роках, герцог Неопатрії з 1319 року.

## Життєпис
Походив з Барселонської династії. Четвертий син Фредеріка II, короля Сицилії, і Елеонори, доньки Карла II, короля Неаполю. Народився 1312 року в Катанія. 1217 року після смерті старшого брата Манфреда успадкував герцогство Афінське. Проте він ніколи не прибув до Афін, продовживши повноваження зведеного брата Альфонсо Фредеріка, який був регентом (лейтенант-генералом) герцогства. Останній також здобув авторитет і підтримки серед найманців Каталонської компанії, що була основною військової силою Афінського герцогства.
1319 року Альфонсо Федерік вдерся до Фессалії, де на той час помер володар Іоанн II Дука, внаслідок чого область стала місцем боротьби епіріотів, візантійців та архонта Стефана Гаврилопула. В результаті більшість володінь відійшла до Візантії, а Альфонс Фредерік захопив південні землі з містом Нови Патри, де створив Неопатрійське герцогство, правителем якого було оголошено Вільгельма II. Втім фактична влада стала належати генеральним вікаріям, першим з яких став Альфонсо Фредерік.
1320 року Вільгельм отримав від батька графство Мальти і Гоцо. З 1325 року поступово посилюється небезпека з боку Готьє де Брієнна, що мав також права на герцогство Афінське. 1328 року з останнім було домовлено про перерву у ворожнечі. 
1330 року Фредерік II, король Сицилії, позбавив Альфонсо Фредеріка посади регента і генерального вікарія.  Натомість той отримав графство Мальти і Гоцо. Його замінив Нікколо ді Ланца. В результаті Вільгельм II знову не отримав фактичної влади в герцогствах. Того ж року Готьє де Брієнн почав кампанію на Балканах, у 1331 року вдерся до північної Беотії, але загони Каталонської компанії зачинилися у Фівах, які де Брієнн не зумів захопити, відступивши до південної Італії.
У 1335 році він одружився зі своєю родичкою — Марії Альварес де Ехеріка, але без згоди папи римського Бенедикта XII, як того вимагаав закон. Також Папський престол підтримував Готьє де Брієнна. Тому на Вільгельма II було накладено інтердикт.
У 1337 році після смерті батька Вільгельм II був оголошений спадкоємцем володінь матері, що включали князівство Тарент, графство Калатафімі, Монте Санто-Анджело, а також різні землі і замки на Сицилії. Втім він раптово помер 1338 року в Валенсії. Поховано в кафедральному соборі Палермо. Усі землі та титули спадкував брат Хуан. Свою бібліотеку принц заповідав монастирю домініканців в Палермо.